# Lock Up
Lock Up é uma banda de grindcore e do Reino Unido formada por  Shane Embury (Napalm Death, Venomous Concept), Nicholas Barker (ex-Cradle of Filth, Dimmu Borgir) e Jesse Pintado (Napalm Death, Terrorizer) e Peter Tägtgren (Hypocrisy).

## Integrantes
Atuais
- Shane Embury – baixo (1998–presente)
- Nicholas Barker – bateria (1998–presente)
- Anton Reisenegger – guitarra (2006–presente)
- Kevin Sharp – vocal (2014–presente)

Antigos
- Peter Tägtgren – vocal (1998–2002)
- Jesse Pintado – guitarra (1998–2006)
- Tomas Lindberg – vocal (2002–2014)
- Barry Savage – guitarra (2002)
- Danny Lilker – baixo (2012)

## Discografia
- Pleasures Pave Sewers (1999)
- Hate Breeds Suffering (2002)
- Play Fast or Die: Live in Japan (2005)
- Necropolis Transparent (2011)
- Demonization (2017)